# The Martian way and other stories
The Martian way and other stories (1955) és un recull de contes de ciència-ficció d'Isaac Asimov. El recull inclou dos relats llargs i dos relats curts, publicats originalment a principis dels anys cinquanta, dècada que es recorda com la més fructífera i memorable de tota la seva trajectòria com a escriptor de ciència-ficció. El llibre va ser traduït al català per Josep Sampere el 1995 amb el títol de A l'estil marcià.

## Relats
- The Martian way (A l'estil marcià)
- Youth (Criatures)
- The Deep (A les profunditats)
- Sucker Bait (El reclam)

Les dues narracions llargues són particularment sòlides i mereixen figurar entre les obres més destacades d'Asimov. Plantejant un cert grau d'expansió de la humanitat pel sistema solar, el relat The Martian way (A l'estil marcià) descriu la crisi que pateix una colònia establerta precàriament a Mart com a conseqüència dels interessos polítics conservadors d'un mandatari terrestre. Va ser publicar per primera vegada a la revista Galaxy Science Fiction el novembre de 1952. Sucker Bait (El reclam), l'altre relat llarg, se centra en l'estudi que porta a terme una expedició científica de les restes d'una colònia establerta en un planeta bellíssim, que ha sucumbit als efectes mortals d'una misteriosa malaltia. Va ser publicat per primera vegada el març de 1954 a la revista Astounding Science Fiction.

## Recepció
L'antologista de ciència-ficció Groff Conklin va valorar el recull, l'octubre de 1955, com «una excel·lent introducció a l'estil i la imaginació d'un dels escriptors de ciència-ficció més importants». Per la seva banda, el crític Orville Prescott en va fer una crítica positiva al New York Times el juliol de 1955, assegurant que «cap antologia de ciència-ficció sense [Isaac] Asimov no pot ser publicada sense que els editors se n'avergonyeixin».